# St. Eleanors
St. Eleanors est un quartier de Summerside, Île-du-Prince-Édouard, Canada.
Situé dans la partie nord-est du canton du Lot 17, devant la Baie de Malpèque, St. Eleanors fut nommée pour Eleanor Sanksey, la gouvernante du colonel Harry Compton.
C'était une communauté rurale et agricole au nord-ouest du petit village port de Summerside jusqu'à la Seconde Guerre mondiale.  En 1940, plusieurs fermes dans la portion nord de St. Eleanors furent achetées par le gouvernement fédéral pour la construction de Station de l'Aviation royale du Canada Summerside, une base d'entrainement et d'opérations de l'Aviation royale du Canada.  L'arrivée de l'ARC dans le hameau stimulât la construction de nouvelles routes, surtout l'autoroute connue sur le nom de "Western Road" (Route 2).  Les dépenses militaires stimulèrent une augmentation importante de la population durant le restant de la guerre et durant la guerre froide où la base changeât de fonction et fut renommée BFC Summerside en 1968.
Le statut de la communauté a évolué avec l'agrandissement résidentiel de banlieue de la période d'après-guerre.  En 1983, St. Eleanors devint un village.  En 1989, BFC Summerside fut identifiée pour être fermée par 1991, cela fut la cause du changement de l'économie du village.  En 1995, St. Eleanors fut fusionné à la ville de Summerside.